# 778 - La Chanson de Roland

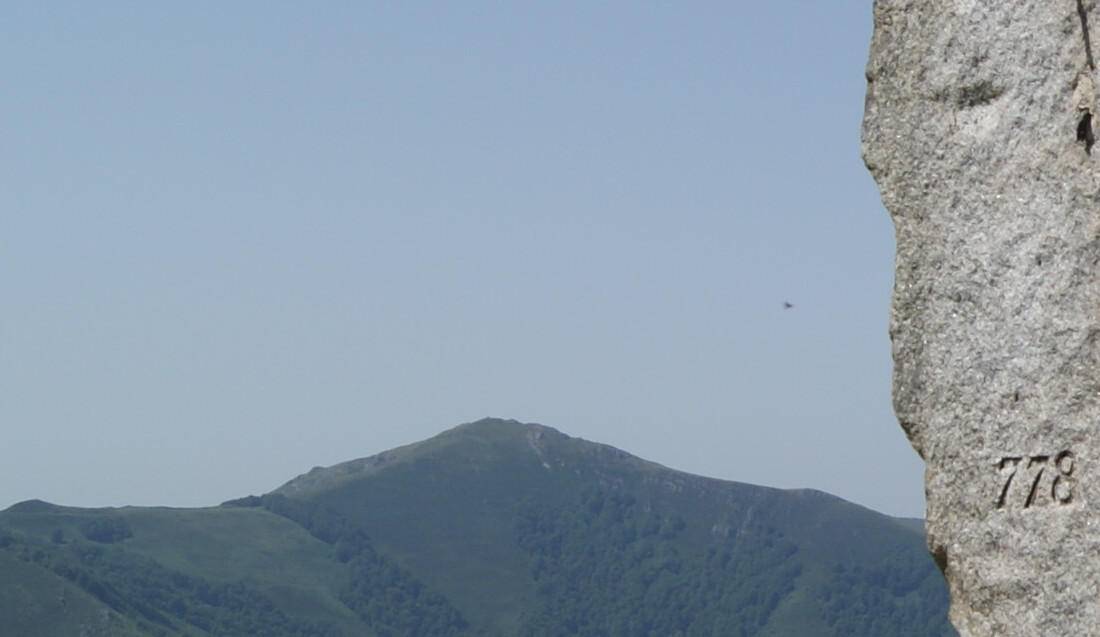
Monumento a Roldán (Puerto de Ibañeta).

778 - La Chanson de Roland es una película documental estrenada en España el 28 de enero de 2011. Está dirigida por Olivier van der Zee y en ella aparecen historiadores, geógrafos y demás entendidos que intentan explicar qué hay de real y de ficción en el cantar de gesta La Chanson de Roland. El estreno el 28 de enero se realizó en Madrid, Barcelona, Zaragoza, Bilbao, Vitoria y San Sebastián.
El Cantar de Roldán (La Chanson de Roland, en francés) es un poema épico de varios cientos de versos, escrito a finales del siglo XI en francés antiguo, atribuido a un monje normando, Turoldo, cuyo nombre aparece en el último y enigmático verso: « Ci falt la geste que Turoldus declinet ».

## Argumento
El documental de 78 minutos se desarrolla sobre cuatro ejes; el del director como arqueólogo tras descubrir en el País Vasco una placa en homenaje a los soldados vascos que derrotaron al emperador Carlomagno, contradiciendo lo que él aprendió de niño, una recreación de los acontecimientos históricos, descubrimientos arqueológicos y los testimonios de expertos.

## Hechos históricos
El documental de 78 minutos trata del análisis del Cantar de Roldán, canción de gesta cuya fecha exacta se desconoce, aunque se sabe que los hechos fueron escritos unos tres siglos después. Narra deformando legendariamente los hechos de la batalla de Roncesvalles, que históricamente no pasó de ser una escaramuza, y que pudo enfrentar a tribus de vascones contra la retaguardia de las fuerzas carolingias al mando del conde Roldán, prefecto de la Marca de Bretaña.

## Director e inspiración
En el sitio web de la película, realizado bajo Creative Commons License, aparece una pequeña reseña del autor; 

Nací en Amsterdam en 1969. Estudié dirección de cine allí y después en el AFI de Los Ángeles.

Cuando me trasladé a vivir cerca de San Sebastián, en el País Vasco, descubrí un monumento en homenaje a los soldados vascos que derrotaron al Emperador Carlomagno en Roncesvalles, contradiciendo lo que yo había aprendido de niño: que un ejército de 400 000 sarracenos aniquiló su retaguardia comandada por Roland. Aquello picó mi curiosidad y comencé a investigar los hechos históricos reales de los años 777 y 778.
El resultado es esta película documental, 778 - La Chanson de Roland, un viaje de 1200 años al pasado, buscando los orígenes y el significado de una de las piezas literarias más antiguas y más conocidas de la cultura europea.

He recorrido el mismo camino que Carlomagno, desde Paderborn en el norte de Alemania, hasta Zaragoza en España. Y me he detenido en Roncesvalles y en Hecho para buscar cómo y dónde pudieron producirse los hechos heroicos y la batalla que se cuentan en La Chanson de Roland, escrita en realidad 300 años más tarde.

## Recreación
Para la recreación histórica de los acontecimientos se solicitó la ayuda de varias empressa especializadas como Ulfhednar, Clan del Cuervo y Westcentingas que aportaron todo lo relativo al vestuario, calzado, cotas de malla, escudos, armas, elementos de caballería, tiendas de campaña y elementos militares. Estas son réplicas exactas de las utilizadas en el siglo VI.
Aparte de esto, se procuró grabar in situ todas las imágenes de recreación histórica.

## Colaboraciones
En el documental participaron las cadenas ETB, France 3, Aragón TV y el Canal Historia y recibió ayudas de MEDIA, CNC, Región de Aquitania, Gobierno de Navarra y el Gobierno de Aragón.

## Expertos
Entre los expertos que aparecen en el documental podemos citar a:
| Experto                       | Ámbito/Especialidad | Obras                                                                            |
| ----------------------------- | --- | -------------------------------------------------------------------------------- |
| Alessandro Barbero            | Profesor de historia medieval en la Universidad de Turín, en Turín, Italia. | Carlomagno, padre de Europa.                                                     |
| Armando Besga Marroquín       | Profesor de historia medieval en la Universidad de Deusto entre los siglos VIII y X en Bilbao, España. | Vencedores, vencidos y Roncesvalles.                                             |
| Philippe Senac                | Catedrático de historia medieval en la Universidad de Toulouse-Le Mirail II, Francia (especialista en los estudios sobre al-Ándalus y las zonas de contacto entre musulmanes y cristianos de la antigua Hispania de los siglos VIII al XIV). | Autor de numerosas publicaciones.                                                |
| Isabel Ubieto                 | Profesora de documentación en la Universidad de Zaragoza, España. |                                                                                  |
| Manuel Martín Bueno           | Catedrático de arqueología, epigrafía y numismática de la Universidad de Zaragoza, España (especialista en arqueología submarina). |                                                                                  |
| Mercedes Unzu                 | Directora del Gabinete de Arqueología TRAMA. | Descubrimiento del cementerio musulmán más importante de la península ibérica.   |
| Juan María Martínez Txoperena | Restaurador de antigüedades y objetos de arte. | Ha descubierto y participado en múltiples estudios y excavaciones arqueológicas. |
| Marie-Ange Landais            | Arqueóloga y directora del Museo Histórico de la Ciudad de Blaye, Francia. |                                                                                  |
| Anthony Hunt                  | Profesor de la Universidad de Oxford (conoce todos los detalles sobre el Manuscrito de Oxford, el más antiguo sobre La Chanson de Roland).                                                                                                   |                                                                                  |

## Localizaciones
El documental fue rodado entre Francia, España, Reino unido y Alemania, aunque la mayor parte de las localizaciones son en Francia y España.
| País        | Localizaciones      | Otra información |
| ----------- | ------------------- | --- |
| España      | Urro                | Detrás del frontón está la piedra de Roldán. |
| España      | Pasajes de San Juan | Donde se encuentra la placa conmemorativa que atrajo la atención de Olivier van der Zee. |
| España      | Pamplona            | Entrevista a Mercedes Unzu. |
| España      | Zaragoza            | Filmación de las murallas romanas que impidieron a Carlomagno entrar en la ciudad; el Palacio de la Aljafería y recreación de su aspecto a la llegada del ejército carolingio en el verano del año 778.                                                     |
| España      | Hecho               | Filmación de «El valle de Hecho», el desfiladero de la «Boca del Infierno», la «Corona de los Muertos» — sitios de excavación. Entrevista al Dr. Antonio Ubieto.                                                                                            |
| España      | Roncesvalles        | Emplazamiento —según el cantar— donde se habría desarrollado la batalla. Filmación de recreación histórica en la Calzada de Don Simón, antiguo paso romano, en Garralda y en el pueblo de Roncesvalles. Lugar de excavación de la arqueóloga Mercedes Unzu. |
| Reino Unido | Oxford              | Biblioteca Bodleiana, donde se encuentra la más antigua copia conocida de la Chanson de Roland. |
| Alemania    | Aquisgrán           | Catedral Aachener Dom, donde fue mandada construir la Capilla Palatina; allí yace Carlomagno. |
| Francia     | Douzy               | Carlomagno pasa aquí el invierno de 777. |
| Francia     | Attigny             | Calzada romana por donde se desplazaría el ejército carolingio. |
| Francia     | Reims               | La Puerta Romana de Marte, que atravesó Carlomagno hacia España. |
| Francia     | Chartres            | Catedral de la Asunción de Nuestra Señora donde se recoge en forma de vidriera la Canción de Roldán. |
| Francia     | Chassneuil          | Carlomagno pasa aquí de camino a Zaragoza la Pascua del año 778. |
| Francia     | Blaye               | Iglesia de Saint Romain de Blaye, hoy en ruinas donde se cuenta que yacen Roldán, Olivier y el arzobispo Turpin. |
| Francia     | Rocamadour          | Donde se encuentra la espada de Roldán Durendal. |
| Francia     | Burdeos             | Filmación de un centro escolar donde se estudia la Canción de Roldán. |
| Francia     | Toulouse            | Museo Paul Dupuy, donde se puede observar un Olifante que utilizaban en la Edad Media a modo de corneta para aviso de caza y en la batalla. |

## Recepción
En Filmaffinity obtuvo un 6.3 de 10 en la votación realizada por los usuarios.